# أكاديمية توركو

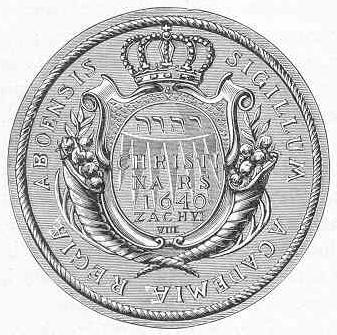
ختم أكاديمية توركو الملكية

أكاديمية توركو الملكية (باللاتينية Regia Academia Aboensis، بالفنلندية Turun akatemia، بالسويدية Kungliga Akademin i Åbo أو Åbo Kungliga Akademi) أولى جامعات فنلندا، والجامعة الوحيدة في فنلندا الحالية التي تأسست لمـّا كانت لا تزال جزءاً من السويد. 1809، بعد أن صارت فنلندا جزءا من روسيا، أعيدت تسميتها إلى أكاديمية توركو الامبراطورية. في عام 1828 تم نقل المؤسسة من توركو بعد حريقها الكبير إلى هلسنكي وذلك تزامناً مع نقل عاصمة دوقية فنلندا الكبرى، وأصبحت في نهاية المطاف جامعة هلسنكي بعد أن أعلنت فنلندا استقلالها في عام 1917.
أسست الملكة كريستينا الأكاديمية سنة 1640 بناء على اقتراح الكونت بر براهي على قاعدة مدرسة توركو الكاتدرائية (f. 1276). كانت ثالثة جامعات الإمبراطورية السويدية بعد جامعة أوبسالا التي تأسست في 1477، والأكاديمية غوستافية (الآن جامعة تارتو في استونيا) التي تأسست في 1632.
أنشئ أول مطبعة في فنلندا في الأكاديمية عام 1642. الطابع كان بيدير فالدي من السويد.
كانت توركو أكبر مدن فنلندا إبان السيادة السويدية. في 1809 تم التنازل عن فنلندا ل روسيا وعاصمة جديدة دوقية فنلندا الكبرى تم نقل هلسنكي لعام 1812، كما توركو كان ينظر إليها على أنها بعيدة جدا عن سانت بطرسبرغ—وأيضا بالقرب من ستوكهولم. نتيجة للالعظمى النار توركو من 1827، الذي دمر معظم المدينة، ومكاتب الحكومة التي ظلت في النهاية انتقل إلى العاصمة الجديدة، وهكذا كان أيضا في الجامعة. أنها واصلت في هلسنكي، لأول مرة بصفته «الامبراطوري الكسندر جامعة في فنلندا، وبعد استقلال فنلندا في عام 1917، كما في جامعة هلسنكي.
كل من الناطقين باللغة السويدية جامعة أبو أكاديمي (1918) وتحدث الفنلندية جامعة توركو (1920) هي أحدث الكثير من الكيانات في توركو، على الرغم من أنها مطالبة تقليد أكاديمي في المكان منذ القرن السابع عشر، على الرغم من فترة انقطاع لمدة قرن تقريبا.